# 발칸 전역 (제2차 세계 대전)
발칸 전역은 2차 세계 대전 중 1940년 10월 28일 이탈리아가 그리스를 침공하면서 시작된 전역이다. 1941년 초, 이탈리아의 공세가 정체되고 그리스의 반격이 알바니아 영토 내에서까지 이어지자 독일군이 개입한다. 독일군은 루마니아와 불가리아에서 군대를 모집하여 이탈리아가 서쪽으로 진군하는 동안 그리스의 동부를 공격하려고 하였으며, 영국의 상륙 부대와 항공기들은 그리스 방어에 모든 준비를 마쳤다. 그 해 3월 27일에 일어난 유고슬라비아의 쿠데타 문제로 히틀러는 그 지역을 정복하기로 결심한다. 독일과 이탈리아의 주도로 이루어진 유고슬라비아 침공은 1941년 4월 6일에 시작되었으며, 이것은 그리스에서의 새로운 전투와 동시에 진행되었다. 4월 11일, 헝가리가 침공에 가담하였으며 4월 17일 유고슬라비아는 휴전 협정을 조인하였다. 한편, 1941년 4월 30일 그리스 본토가 이탈리아-독일 연합군에게 점령되었다. 1941년 5월 20일, 독일군은 크레타 섬을 침공했고, 약 11일 간의 전투 끝에 6월 1일 영국-그리스 연합군이 독일군에게 항복한다.

## 배경
제1차 세계 대전 이후 , 오스만 제국과 오스트리아-헝가리 제국이 붕괴하자 알바니아인들은 적군에 대한 보호를 요청하기 위해 이탈리아 왕국과의 동맹을 추구했다. 1919년 파리 강화 회의에서 미국 대통령 우드로 윌슨이 유럽 세력이 알바니아를 그들의 이웃 국가가 분할하는 계획을 반대하였다. 밀실 협상이 시도되기도 했으나 이는 실패로 끝났다. 그러나 1925년 이탈리아의 지도자 베니토 무솔리니는 알바니아를 합병할 계획을 세우고 있었다. 

## 같이 보기
- 아드리아해 전역 (제2차 세계 대전)